# Conrado II do Sacro Império Romano-Germânico
Conrado II (Speyer, 990 – Utrecht, 4 de junho de 1039), também conhecido como Conrado, o Velho ou Conrado, o Sálico, foi o Imperador Romano-Germânico de 1027 até sua morte em 1039. Fundador da dinastia Saliana de imperadores foi também Rei da Borgonha desde 1033, Rei da Itália desde 1026 e Rei da Germânia desde 1024. Era filho de Henrique, Conde de Speyer, e sua esposa Adelaide da Alsácia.
Seu pai era um nobre germânico mediano, com Conrado tendo herdado os títulos de Conde de Speyer e Worms ainda criança depois da morte de Henrique. Ele conseguiu estender seu poder para além de suas terras, recebendo o favor de príncipes do Reino da Germânia. A saxônica dinastia otoniana terminou quando o imperador Henrique II do Sacro Império Romano-Germânico morreu sem deixar filhos, com Conrado sendo eleito para sucedê-lo em 1024. Ele acabou fundando sua própria dinastia, conhecida como Saliana, que reinou o Sacro Império Romano-Germânico por mais de um século.
Conrado continuou as políticas e realizações de Henrique II em relação à Igreja Católica e os assuntos italianos. Ele continuou a colocar a igreja como um centro do poder imperial, preferindo nomear bispos sobre senhores seculares em cargos importantes pelo império, assim como foi seu primo Bruno de Würzburg, um chanceler imperial da Itália de 1027 até 1034, e de 1034 até sua morte, príncipe-bispo de Würzburg. Como seu predecessor, Conrado continuou a política de negligenciamento benigno sobre o Reino Itálico, especialmente para a cidade de Roma. Seu reinado marcou um ponto alto do domínio imperial medieval e um período de relativa paz. Após a morte do rei Rodolfo III da Borgonha em 1032, Conrado reivindicou domínio sobre o Reino de Arles e o incorporou ao império. Os três reinos (Germânia, Itália e Borgonha) formam a base do Império como "Tríade Real" (Regna tria).

## Antecedentes Familiares
A dinastia Saliana teve origem no Conde Werner V de Worms, um nobre Franco do ducado germano da Francónia, a leste do rio Reno. O seu filho, Conrado, o Vermelho, sucedeu-lhe como Conde em 941 e o Rei Otão I da Germânia (futuro Imperador do Sacro Império Romano-Germânico) nomeou-o Duque da Lorena em 944. Subsequentemente, casou-se com Lutgarda, uma filha de Otão, em 947 tornando-se um dos aliados mais próximos do rei. A relação tornou-se tensa, contudo, quando Otão recusou honrar o tratado de paz que Conrado, como representante de Otão, havia conduzido com Berengário II de Itália. Conrado também se ressentiu da crescente influência do irmão de Otão, Henrique I da Baviera, a quem ele viu como ameaça a seu próprio poder. Em 953, Conrado juntou-se ao filho do rei, Liudulfo, numa rebelião contra Otão, esta rebelião foi derrotada e Conrado foi despojado de seu ducado. Conrado e Otão reconciliaram-se rapidamente, com Conrado a lutar por Otão na grande Batalha de Lechfeld em 955. Embora os germânicos tenham tido sucesso em deter as invasões húngaras da Europa, Conrado perdeu a vida na batalha. Conrado foi sucedido como Conde de Worms em 956 por seu filho Otão de Worms, neto de Otão I. Algures entre 965 e 970, o filho mais velho de Otão de Worms, Henrique de Speyer, nasceu. De vida curta, ele morreu com 20 anos entre 985 e 990. O pai de Conrado II foi Henrique de Speyer, e a sua mãe foi Adelaide da Alsácia, um território da Baixa-Lorena. Após a morte de Henrique, Adelaide casou com um nobre Franco. Após seu casamento, Adelaide não demonstrou uma relação próxima com seu filho.
Em 978, o Imperador Otão II nomeia o seu sobrinho Otão de Worms como duque da Caríntia após depor o rebelde Duque Henrique I da Caríntia durante a Guerra dos Três Henriques. Ao receber o título ducal, contudo, Otão perde Worms, que foi dado ao Bispo Hildebaldo, chanceler imperial de Otão II. Quando Otão II morre em 983, é sucedido por seu filho Otão III, com sua mãe Teofânia como regente. Teofânia procurou reconciliar a casa imperial com Henrique I, restaurando-o como duque da Caríntia em 985, com Otão de Worms renegando a sua posição ancestral como Conde de Worms. Contudo, Otão foi autorizado a denominar-se "Duque de Worms" e seu território original foi expandido para não diminuir sua posição. Otão de Worms manteve-se leal ao novo Imperador, recebendo o governo da Marca de Verona em 955, tendo o atual Ducado da Caríntia passado para Henrique IV da Baviera. Em 966, Otão III nomeia o filho de Otão de Worms, Bruno como Papa Gregório V. Quando o Imperador Otão III morreu em 1002, tanto Otão de Worms, avô de Conrado, como Henrique IV foram candidatos à eleição como Rei da Germânia. Como compromisso, Otão retirou-se e recebe o Ducado da Caríntia do recente eleito Henrique IV, que reinará como Henrique II da Germânia. Como resultado, Otão de Worms renuncia às suas propriedades em Worms, a favor do Bispo Bucardo de Worms, um rival político de longa data. Bucardo assume o cuidado de Conrado, dando-lhe educação ate 1000.
Após a morte de seu tio, o Duque Conrado I da Caríntia, o filho mais velho de Conrado, Conrado, o Jovem, é nomeado Conde de Worms pelo Imperador Henrique II, enquanto o Ducado da Caríntia passa para Adalberto de Eppenstein devido à juventude de Conrado, o Jovem. Conrado, o Jovem foi colocado aos cuidados de Conrado.

## Idade Adulta
Conrado casou com Gisela da Suábia, duquesa duas vezes viúva, em 1016. Gisela era filha do Duque Hermano II da Suábia que, em 1002, desafortunadamente reivindicou o trono Germânico após a morte do Imperador Otão III, perdendo a eleição para o Imperador Henrique II. Gisela foi primeiro casada com o Conde Bruno I de Brunswick no mesmo ano. Após a morte de Bruno por volta de 1010, Gisela casou com Ernesto I da Casa de Babemberga. Por casamento, Ernesto I herdou o Ducado da Suábia devido à morte do irmão de Gisela, o Duque Hermano III da Suábia em 1012. Este casamento produziu dois filhos: Ernesto II e Hermano. Após a morte de Ernesto I em 1015, o Imperador Henrique II nomeou Ernesto II como Duque da Suábia. Como novo marido de Gisela, Conrado esperava servir como regente de seu enteados na administração do ducado, vendo-o como uma oportunidade de aumentar o seu próprio poder e subsequentemente reclamar seu próprio ducado. O Imperador Henrique II travou esta tentativa colocando a guarda de Ernesto II, e a regência da Suábia, nas mãos do Arcebispo Popão de Tréveris em 1016. Essa ação prejudicou ainda mais o relacionamento já rude entre a Casa imperial de Otto e a família Saliana.
As esperanças de Conrado II obter o seu próprio ducado falharam, mas o seu casamento com Gisela trouxe-lhe riqueza. A sua mãe, Gerberga da Borgonha, era filha do Rei Borgonhês reinante Conrado da Borgonha e neta do último Rei Franco Luís IV. Gisela podia reivindicar descendência de Carlos Magno através de sua mãe e seu pai. Este casamento foi problemático por causa da relação familiar partilhada entre Gisela e Conrado: ambos eram descendentes do Rei Otoniano Henrique I, Conrado da 5ª geração e Gisela da 4ª. De acordo com a lei canónica, o casamento não era permitido entre parentes da quinta à sétima geração. Apesar no casamento de Conrado ser um pouco diferente da prática normal da altura, canonista rigorosos contestaram o casamento e o imperador Henrique II usou essa violação da lei canônica para forçar Conrado ao exílio temporário. Durante o seu exilio, Gisela pariu um filho de Conrado, Henrique III, a 28 de Outubro de 1017. Conrado e o Imperador Henrique II reconciliaram-se, permitindo-lhe voltar à Germânia.

## Reinado como Rei

### Eleição Real
O Imperador Henrique II morreu em 1024. Sem filhos, a morte de Henrique trouxe a Dinastia Otoniana, que reinava a Germânia desde 919, ao seu fim. Sem um sucessor claro como Rei da Alemanha, a viúva de Henrique, Cunegunda do Luxemburgo serviu como regente até os duques alemães garantirem a eleição de um novo rei. Cunegunda foi assistida por seus irmãos, o Bispo Dietrich I de Metz e o Duque Henrique V da Baviera. O Arcebispo Aribo de Mogúncia, o Primaz da Alemanha, também assistiu Cunegunda.
A 4 de setembro de 1024, os príncipes Alemães reuniram-se em Kamba, um nome histórico para uma área nas margens leste do rio Reno, em frente à cidade alemã de Oppenheim. (Atualmente a posição de Kamba é assinalada por um pequeno monumento, que exibe Conrado num cavalo.) O Arcebispo Aribo serviu como presidente da assembleia. Conrado apresentou-se antes da assembleia como candidato para a eleição, assim como seu jovem primo Conrado, o Jovem. Ambos eram descendentes do Imperador Otão I, através de seu avô comum Otão de Worms, filho de Lutegarda, uma das filhas de Otão. Embora existissem outros membros da dinastia Otoniana, nenhum foi seriamente considerado para a eleição. O Ducado da Saxónia adotou uma estratégia neutral, enquanto o Ducado da Lorena favoreceu o jovem Conrado. A maioria dos príncipes da assembleia favoreceram Conrado, o Velho, cujo filho de sete anos assegurava uma estável dinastia para o reino. Como presidente da assembleia, o Arcebispo Aribo lança o primeiro voto e apoia Conrado, o Velho. Outros clérigos apoiaram Conrado, o Velho, assim como os duques seculares. Apenas o arcebispo Peregrino de Colónia, o duque Gotelão I da Baixa Lorena e o duque Frederico II da Alta Lorena se recusaram a apoiá-lo.
Conrado foi coroado Rei da Alemanha pelo Arcebispo Aribo na Catedral de Mogúncia, a 8 de setembro de 1024 com a idade de 34 anos. Para marcar esta eleição, Conrado patrocinou a construção da catedral em Espira, perto da sua casa ancestral de Worms. A construção começou em 1030. O Arcebispo Aribo, como arcebispo de Mogúncia, era agora o chanceler da Alemanha. Conrado queria recompensar o arcebispo pelo seu apoio eleitoral, por isso nomeou Aribo chanceler de Itália fazendo dele o segundo homem mais poderoso do Sacro Império Romano como chanceler imperial.
Aribo recusou coroar a esposa de Conrado, Gisela como rainha, devido à violação da lei canónica. Conrado recusou aceitar a posição do Arcebispo Aribo. O Arcebispo Pilgrim de Colónia viu a situação como uma oportunidade de restaurar a sua relação com o rei, após recusar o apoiar a eleição de Conrado e coroou Gisela rainha, a 21 de setembro de 1024. A reorientação política de Pilgrim também enfraqueceu a oposição em relação ao novo rei.

### Reinado precoce
Conrado herdou um reino perturbado por numerosos problemas. Os ducados da Saxónia e Lorena opunham-se a este reinado, assim como seu filho Conrado da Caríntia. Para consolidar seu reinado, Conrado empreendeu uma viagem pela Alemanha, fazendo paragens em Augsburgo para receber o apoio do Bispo Bruno, e em Estrasburgo o apoio de Bispo Werner, o irmão do último Imperador Henrique II. Ambos foram nomeados para altos cargos na corte de Conrado. Viajando de Colónia a Aachen, local da antiga capital de Carlos Magno, Conrado continuou a tradição de reclamar o direito de reinar a Alemanha como sucessor de Carlos Magno. Apesar de continuar com a tradição Otoniana, o Ducado da Lorena ainda não aceitava seu reinado. Conrado então viajou para norte para a Saxónia, visitando a Abadessa Adelaide I de Quedlimburgo e a Abadessa Sofia I de Gandersheim, ambas filhas do último Imperador Otoniano, o Imperador Otão II. Este apoio ao reinado de Conrado, influenciou muito a nobreza da Saxónia. Celebrando o Natal em Minden, os nobres Saxónicos, liderados pelo Duque Bernardo II, reconheceram Conrado como seu rei após a promessa dele respeitar a lei saxónica. Conrado e Gisela permaneceram na Saxónia durante o inverno até março de 1025. Após deixar a Saxónia, Conrado viajou até ao Ducado da Suábia, celebrando a Páscoa em Augsburgo. Depois viajou até ao Ducado da Baviera para celebrar o Pentecoste em Ratisbona. Conrado, a seguir viaja até Zurique perto da fronteira Germano-Borgonhesa. Em 1016, o Imperador Henrique II forçou o Rei Borgonhês sem filhos, Rodolfo III a nomeá-lo seu herdeiro. Com a morte de Henrique em 1024, Conrado reclamou o mesmo direito sob a Borgonha. Isto encerrou a sua viagem pela Alemanha, visitando todas as principais regiões do reino dez meses após sua eleição.
Conrado teve que enfrentar o antigo conflito de Gandersheim ao assumir o trono alemão. O conflito de 40 anos remonta a 989, durante o reinado do Imperador Otão III, pelo controlo da Abadia de Gandersheim e seus estados. Tanto o Arcebispo de Mogúncia como o Bispo de Hildesheim reclamavam autoridade sobre a Abadia, incluindo a autoridade para nomear as freiras da Abadia. Apesar de Otão III aliviar as tensões entre as partes, declarando que ambos os bispos podiam nomear a Abadessa, o conflito continuou. O Arcebispo Aribo de Mogúncia, o novo Primaz da Alemanha, solicitou a abertura do precedente. Conrado estava em divida com Aribo pelo seu apoio durante a eleição real e fez por apoiar seu aliado. Em janeiro de 1027, o rei convocou um sínodo em Frankfurt para resolver a disputa, mas a conclusão não foi alcançada. Conrado convocou um segundo sínodo em setembro de 1028, que da mesma forma falhou no encontro de uma solução. Apenas no terceiro sínodo em 1030, o conflito terminou quando o Bispo Gotardo de Hildesheim renunciou às suas pretensões ao mosteiro em favor de Aribo.
Durante a sua viagem a Augsburgo, um conflito rebentou entre Conrado e seu jovem primo, Conrado, o Jovem. As razões para a rebelião não estão registradas, mas Conrado, o jovem afirmou que não recebeu nenhuma compensação que o rei lhe havia prometido se se retirasse da eleição de 1024.

### Agitação em Itália
Na Baviera, Conrado estabelece contato com a elite reinante Italiana pela primeira vez. Em junho de 1025, o Arcebispo Ariberto de Milão, e outros bispos do Norte de Itália, viajam para norte pelos Alpes para prestar homenagem a Conrado. Em troca de certos privilégios no governo de Itália, Ariberto concordou em coroar Conrado com a Coroa de Ferro da Lombardia. A situação em Itália era instável após a morte de Henrique II. Os nobres seculares acreditavam que o trono Italiano estava vago, não aceitando a sucessão automática de Conrado como questão de direito. Em vez disso, ofereceram a coroa Italiana ao Rei Capetiano Roberto II de França e a seu filho Hugo Magnus. Após ele rejeitar a oferta, os nobres abordaram o Duque Guilherme V da Aquitânia. Embora inicialmente excitado pela oferta, Guilherme V subsequentemente rejeitou-a.
Junto com a missão eclesiástica, nobres Italianos de Pavia também viajaram para norte para estar com Conrado. Como a eleição de Conrado não teve grandes obstáculos a norte dos Alpes, em Itália, em resultado da morte do Imperador Henrique II, houve grandes motins, e alguns nobres Italianos tentaram separar o Reino de Itália do Sacro Império Romano. Quando se espalharam as noticias da morte de Henrique, os cidadãos de Pavia revoltados, destroem o palácio imperial, que datava do Rei Ostrogodo Teodorico, o Grande no século V. Apesar de Pavia ter perdido a sua posição no centro da administração real na Itália sob a dinastia Otoniana, o palácio tinha sido um grande símbolo da autoridade imperial em Itália. Pavia, graças à sua localização estratégica situada nas rotas de comércio de Itália para a Borgonha e França, tinha sido um importante centro de comércio. Comerciantes da baixa nobreza exigiam maior autonomia do controlo imperial. A nobreza viu a mera presença do palácio imperial dentro das muralhas da cidade como algo intolerável.
Embaixadores de Pavia viajaram para norte para se encontrarem com o Rei Germânico. De acordo com Wipo, o clérigo pessoal de Conrado, a realeza Italiana não foi "durável" com o trono Alemão mas antes uma mera "união pessoal". A Itália era uma nação separada da Alemanha com a sua própria identidade, não uma união política permanente. Eles tentaram justificar as ações de seus cidadãos, clamando que Pavia sempre havia sido leal ao Rei Italiano, enquanto este tinha sido vido, e esta revolta aconteceu após o trono ficar livre. Portanto, a queima do palácio devia ser desculpada. Conrado rejeitou este argumento, contudo, dizendo que consoante um navio permanece após a morte de seu capitão, o Império também se mantém após a morte do Imperador. A realeza de Itália, de acordo com Conrado, pertencia-lhe como rei da Alemanha como questão de direito legal. Conrado também declarou que o palácio era propriedade do Império, não do antigo rei, e portanto o novo rei tinha o direito de punir essa responsabilidade. Os nobres voltaram a Itália em oposição ao governo Saliano.
Em fevereiro de 1026, Conrado reuniu um exército de mil cavaleiros armados para uma expedição a Itália, incluindo tropas comandadas pelo Arcebispo Aribo de Mogúncia e o Arcebispo Pilgrim de Colónia. O exercito de Conrado marchou para sul, sitiando Pavia, mas as muralhas da cidade bloquearam os atacantes. Conrado decidiu enviar um contingente de soldados para manter o cerco à cidade, bloqueando as estradas na área, continuando a sua campanha. Em março de 1026, Conrado chega a Milão e é coroado com a Coroa de Ferro dos Lombardos pelo Arcebispo Ariberto de Milão como Rei dos Lombardos. De Milão, Conrado viaja para Vercelli, onde celebra a Páscoa com o idoso Bispo Leo de Vercelli, que tinha sido um conselheiro-chefe do falecido Imperador Otão III. Quando Leo morre alguns dias depois, o Arcebispo Ariberto torna-se o apoiante chefe da dinastia Saliana em Itália. Com a ajuda de Conrado, Ariberto torna-se a figura religiosa mais alta em Itália e supervisiona a expansão da Basílica de Santo Ambrósio em Milão. Em junho de 1026, Conrado marcha com seu exército para Ravena, mas aquartelar os seus soldados ao lado da população ravenense causa tensão na cidade. Conrado marchou para norte para mitigar o risco do calor do verão sob seu exército. No outono Conrado deixou o seu campo de verão no vale do Pó e marchou até á fronteira borgonhesa. Conrado então celebra o Natal em Ivrea. No fim do inverno, os nobres seculares de Itália voluntariamente terminam a sua oposição ao reinado de Conrado. Pavia, contudo, mantém-se em revolta até ao início de 1027, quando o Abade Odilo de Cluny intermedeia um acordo de paz entre a cidade e Conrado.

## Reinado como Imperador

### Coroação Imperial

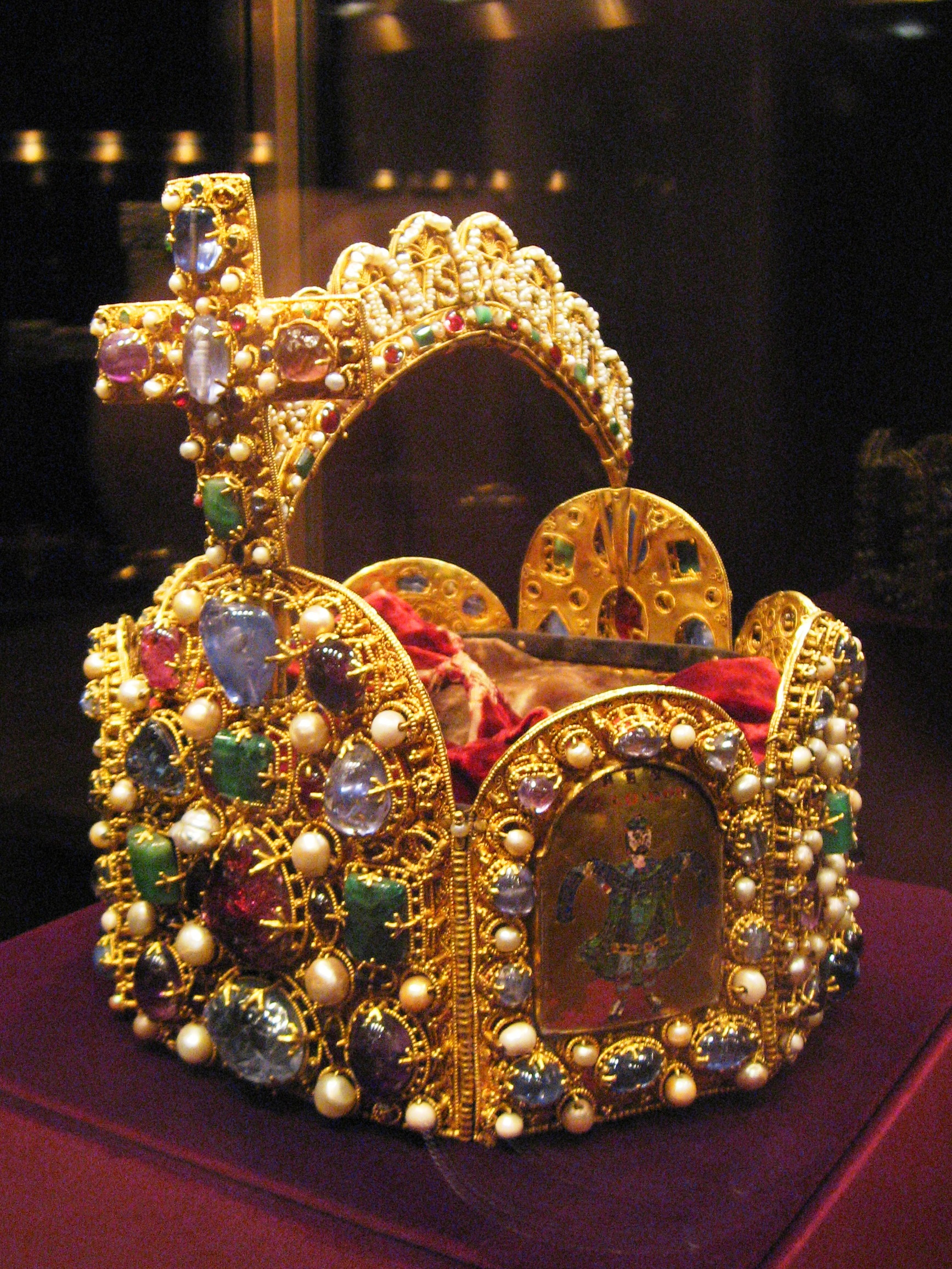
A coroa Imperial do Sacro Império Romano-Germânico

A 26 de março de 1027, o Papa João XIX corou Conrado e a sua mulher Gisela como Imperador e Imperatriz, respetivamente, na Basílica de São Pedro em Roma. A coroação foi assistida por Canuto, o Grande, Rei de Inglaterra, Dinamarca e Noruega, Rodolfo III da Borgonha e 70 Altos-Clérigos, incluindo os Arcebispos de Colónia, Mogúncia, Trieste, Magdeburgo, Salzburgo, Milão e Ravena. O filho de Conrado e seu herdeiro Henrique também assistiu. A assistência de Rodolfo marca uma melhoria nas relações entre a Borgonha e o Sacro Império Romano-Germânico. Durante o sétimo dia da cerimónia de coroação, surgiu uma disputa de lugares entre os arcebispos de Milão e Ravena, com Conrado decidindo a favor de Milão. Seguindo o sínodo, Conrado viajou para sul para receber homenagem dos estados Italianos do Principado de Cápua, do Principado de Salerno e do Ducado de Benevento.
Após a sua coroação, Conrado emite decretos com o fim de reorganizar os mosteiros e dioceses de Itália com o objetivo particular de colocar a igreja de Veneza sob controlo Imperial. A 6 de abril de 1027, num sínodo realizado na Basílica de Latrão com o Papa João XIX, o Imperador resolve a disputa a favor da Velha-Aquileia. O Patriarca de Aquileia, Popão tinha sido um apoiante leal do Imperador Henrique II, que o nomeou como Patriarca em 1020 durante a sua campanha para reafirmar a sua autoridade em Itália. A ação de Conrado colocou a igreja em Grado sob a autoridade de Popão, garantindo a lealdade de Popão ao torná-lo oficial do Imperador no norte de Itália. O sínodo determinou o fim da independência da Igreja de Grado e limitou a autonomia política de Veneza. Ao fazê-lo, Conrado rompe com as políticas de seus predecessores e revoga o status comercial privilegiado de Veneza.
No fim de maio de 1027, Conrado volta para norte, para a Alemanha para estar presente no funeral do Duque Henrique V da Baviera em Ratisbona. Com o Ducado da Baviera sem herdeiro, Conrado afirma o direito de nomear o próximo duque como uma questão de prerrogativa real, tomando a decisão sem precedentes de nomear o seu filho de 10 anos, Henrique, como Duque da Baviera apesar da existência de candidatos com melhor pretensão ao ducado. Nunca antes o Ducado Bávaro havia passados para alguém que não era membro da família ducal Bávara.
O jovem príncipe assume a dignidade Bávara a 24 de junho de 1027. Após a nomeação de Henrique, Conrado estabelece a corte em Ratisbona e emite um decreto exigindo uma prestação de contas de todas as propriedades imperiais do ducado. Isto exigia que vários condes e bispos reportassem a Conrado todas as propriedades que possuíam nos seus castelos e abadias que pertenciam ao Imperador. Até a Imperatriz-viúva Cunegunda do Luxemburgo foi obrigada a reportar a Conrado, com o Imperador reclamando o Vidualitium de Cunegunda, como pertencendo a ele. A promoção de Conrado da autoridade imperial sobre a sucessão ducal e a reclamação de propriedade por toda a Baviera causa tensão entre ele e a aristocracia Alemã, que via as ações de Conrado como infringindo os seus privilégios.

### Revolta na Suábia
Em 1025, o Duque Ernesto II da Suábia, enteado de Conrado devido ao seu casamento com Gisela da Suábia, revolta-se contra o seu padrasto quando este é eleito rei da Alemanha. Em 1026, Conrado derrota esta revolta e Ernesto submetesse ao seu reinado. Devido à intervenção de sua mãe Gisela, Ernesto é aceite para acompanhar Conrado na sua expedição a Itália em 1026. Durante a expedição, a rebelião liderada por Conrado da Caríntia e o Conde Guelfo II da Suábia continua. Conrado tinha nomeado o Bispo Bruno de Augsburg regente da Alemanha enquanto ele marchava para sul até Itália. Quando Bruno foi derrotado pelos rebeldes, Conrado envia Ernesto de volta à Alemanha em setembro de 1026 para por um fim na revolta. Quando Ernesto regressa, ele junta-se aos opositores e revolta-se novamente contra Conrado.
Conrado regressa à Alemanha em 1027, após ter sito coroado Imperador, e instala a corte em Augsburgo na Suábia, convidando os rebeldes a renderem-se. Ernesto, confiante no número e fidelidade de seus vassalos, rejeita a paz oferecida, e apela aos condes suábios a juntarem-se a ele na rebelião. De acordo com Wipo da Borgonha, os condes recusaram, afirmando que tinham jurado lealdade a Ernesto, mas eles não se revoltariam contra o seu Imperador. Sem o apoio dos condes suábios, Ernesto, Conrado da Caríntia e o Conde Guelfo submetem-se a Conrado em Worms a 9 de setembro de 1027, terminando a rebelião. Conrado priva Ernesto de seu título ducal e aprisiona-o no Castelo de Giebichenstein na Saxónia. Gisela apoia Conrado contra seu filho, mas não quer Ernesto totalmente humilhado. Como resultado da intervenção de sua mãe, Conrado permite a Ernesto manter seu título mesmo aprisionado, com Gisela servindo de regente do ducado.
Em 1028, após Henrique, filho de Conrado ser coroado Rei da Alemanha, Gisela volta a interceder por Ernesto. Conrado perdoa Ernesto e liberta-o da prisão em 1028, mas Gisela mantém a regência sob a Suábia. Ernesto mantém-se como duque apenas nominalmente. Na Páscoa de 1030, Conrado propõe restaurar a Ernesto todos os seus poderes como Duque da Suábia, se ele reprimir os seus inimigos no ducado. Ernesto recusa, especialmente por causa do seu amigo, o Conde Werner de Kyburg, resultando na sua rutura final. Conrado despoja o enteado de seu título, declarando-o inimigo público, excomungando-o. A própria mãe não o auxiliou. Dentro de alguns meses, tanto Ernesto como Werner são mortos em batalha contra o Bispo de Constança perto do Castelo de Falkenstein na Floresta Negra. A queda de Ernesto gradualmente enfraqueceu a independência da Suábia. Conrado nomeou o irmão mais novo de Ernesto, Hermano como novo duque. Hermano era menor, por isso Conrado nomeou o Bispo de Constança regente. Oito anos mais tarde em 1038, Hermano morreu e Conrado nomeou o seu próprio filho Henrique como duque, assegurando assim o controlo imperial sobre o ducado.

### Conflito com Adalbero
Conrado teve de impor as prerrogativas reais no Ducado da Caríntia e no Ducado da Suábia. O Duque Adalbero da Caríntia havia sido nomeado em 1012 pelo Imperador Henrique II e manteve-se leal à autoridade imperial apoiando a eleição de Conrado com rei germânico em 1024. No sínodo em Frankfurt, em setembro de 1027, Conrado tentou resolver décadas do longo conflito Gandersheim. Adalbero acompanhou o imperador e actuou como seu portador de espada durante o procedimento, indicando que Conrado confiava nele. Desde 1028, que Adalbero governa o seu ducado como um estado independente.
Em particular, ele tenta conduzir relações pacíficas com o Rei Estêvão I. Sob o Imperador Henrique II, que era cunhado de Estêvão, as relações entre o Império e a Hungria haviam sido amigáveis. Após a morte de Henrique em 1024, Conrado adotou uma política mais agressiva, instigando ataques na fronteira entre o Império e a Hungria. Estes ataques particularmente afetaram o domínio da Caríntia de Adalbero, que partilhava uma longa fronteira a leste com a Hungria.
Conrado convoca Adalbero à corte de Bamberga a 18 de maio de 1035, para responder a uma acusação de traição pelas suas ações em relação à Hungria. Na presença dos duques Germânicos, Conrado exige que Adalbero seja despojado e seus títulos e terras. Os duques hesitam e exigem que Henrique, filho de Conrado, correi da Alemanha e seu sucessor designado, se junte à assembleia antes da decisão ser tomada. Henrique recusa-se a depor Adalbero, citando um acordo antigo em que este seria seu aliado na negociação de acordo entre ele e seu pai. Conrado recorre a exortações, súplicas e ameaças para convencer Henrique a apoiar a deposição de Adalbero. O apoio de Henrique foi rápido e seguido pelo dos outros duques. Conrado então ordena a retirada do título de Adalbero e sentencia-o e a seu filho ao exilio. Após atacar os aliados de Conrado na Caríntia, Adalbero foge para os estados de sua mãe em Ebersberg no Ducado da Baviera, onde se mantém até à sua morte em 1039. O Ducado da Caríntia mantém-se desocupado até 2 de fevereiro de 1035, quando Conrado nomeia seu primo Conrado, o Jovem como novo duque. Com esta nomeação, os três ducados Germânicos do sul, Suábia, Baviera e Caríntia ficaram todos sob o controlo do Imperador Conrado através de membros da sua família (seu enteado Hermano na Suábia, seu filho Henrique na Baviera, e seu primo Conrado na Caríntia).
O controlo dos ducados do Sul permitiu a Conrado continuar o processo iniciado sob a Dinastia otoniana, centralizando a autoridade do Imperador sobre o Império, a expensas dos ducados regionais. Conrado rompe com a tradição otoniana, contudo, favorece uma forma mais restrita de controlar as revoltas dos vassalos. Enquanto os Otonianos seguiam a política de submissão pública informal e subsequente reconciliação, Conrado usa julgamentos de traição para declarar rebeldes como "inimigos públicos" para legitimar o seu subsequente tratamento duro, como fez com Ernesto II da Suábia e Adalbero. Os nobres viram o uso destes julgamentos traição não como meras trocas de poder a favor do Imperador, mas como uma cruel brecha na tradição Germânica.

### Política em relação à Igreja
Conrado continuou a política otoniana de usar a Igreja Alemã como veículo de controlo imperial. No início de 950, os Otonianos tinham favorecido membros da Igreja sobre nobres seculares na nomeação para os cargos mais importantes do Império. Reclamando "direito divino" para reinar o Império, os Otonianos cada vez mais se viam como protetores da Igreja e assim exigiam lealdade de seus membros. Em troca, os vários bispados e abadias do Império foram garantindo extensas propriedades e a autoridade secular, fornecia imunidade da jurisdição dos nobres seculares. Assim, os membros de Igreja reportavam exclusivamente ao Imperador, atuando como seus vassalos pessoais. Como vassalos do Imperador, os membros da Igreja foram obrigados a fornecer dois serviços para com ele: o serviço real (servitium regis) e serviço militar (servitium militum). Sob serviço real, os bispos e abades eram solicitados a fornecer hospitalidade e acomodações ao Imperador e sua corte quando ele chegava. Isto exigia também que os membros da Igreja atuassem como quasi-burocratas para o Império. Sob serviço militar, à Igreja era exigido fornecer soldados para o exército do Imperador ou atuar como diplomatas sob suas ordens. Conrado energicamente continuou com esta tradição.
A Igreja tinha um pequeno valor para Conrado, tendo este e outros membros da Dinastia saliana um pequeno interesse em fundar novos mosteiros. Durante a sua dinastia de 100 anos, os Salianos apenas fundaram um: a Abadia de Limburgo que foi convertida de uma fortaleza em mosteiro em 1025. Os Otonianos estabeleceram pelo menos 8 durante seu reino de 100 anos. Adicionalmente, os Otonianos foram ativos em estabelecer assuntos da Igreja, mas Conrado não estava interessado, apenas convocando cinco sínodos durante o seu reinado e normalmente apenas para restabelecer a paz. As decisões de Conrado na política da Igreja foram deixadas para a sua esposa Gisela da Suábia. Quando o Arcebispo Aribo de Mogúncia, Primaz da Alemanha, morre em 1031, Conrado considera o Abade Bardo da Abadia de Hersfeld e o renomado teólogo Vazão de Liége, então servindo como decano do capítulo da catedral para o Bispo de Liége. Embora Conrado favoreça Vazão para liderar a Igreja Alemã como Arcebispo e Primaz, Gisela convence-o a apontar Bardo.

### Relações com a Polónia

#### Guerra com Miecislau
O Duque Boleslau I da Polónia guerreou com o Imperador Henrique II três vezes durante as Guerras Germano-polacas de 1002 a 1018. Em janeiro de 1018, Henrique II e Boleslau I assinam o tratado de paz, conhecido como Paz de Bautzen, em que o Império e a Polónia declaram paz permanente com Boleslau reconhecendo Henrique II como senhor feudal nominal. Em troca, Henrique II garante a Boleslau terras na fronteira leste do Império. Para selar a paz, Boleslau I, viúvo, reforça as suas ligações dinásticas com a nobreza Alemã ao casar com Oda de Meissen, filha do marquês saxónico Ecardo I de Meissen. O Império e a Polónia mantêm a paz pelo resto do reinado de Henrique. A morte de Henrique em 1024 dá a Boleslau a oportunidade de aumentar o seu poder. Boleslau ganha vantagem neste interregnum na Alemanha e coroa-se rei na Páscoa, em 25 de abril de 1025. Boleslau foi assim, o primeiro rei Polaco, já que seus predecessores foram considerados meros "duques" pelo Império e o Papa em Roma. Boleslau morreu dois meses após a coroação, provavelmente devido a doença. O filho de Boleslau, Miecislau II Lamberto, sucedeu-o com Rei, sendo coroado no dia de Natal de 1025. Após assumir o trono Polaco, Miecislau expulsou o seu meio-irmão mais velho, Besprim e o seu irmão mais novo Otão Boleslawowic. Otão foi para a Alemanha em busca da proteção de Conrado.
Conrado considerou a hipótese do título de "rei" por Miecislau como um ato de guerra e desprezo pela sua autoridade imperial, mas teve que resolver questões internas antes de marchar contra Miecislau. Em 1026, Conrado II marchou até Itália para acertar a autoridade Alemã a sul dos Alpes e reclamar a coroa imperial do Papa. Na sua ausência, o Duque Ernesto II da Suábia, Conrado, o Jovem, e o Duque Frederico II da Baixa-Lorena revelam-se contra a sua autoridade.

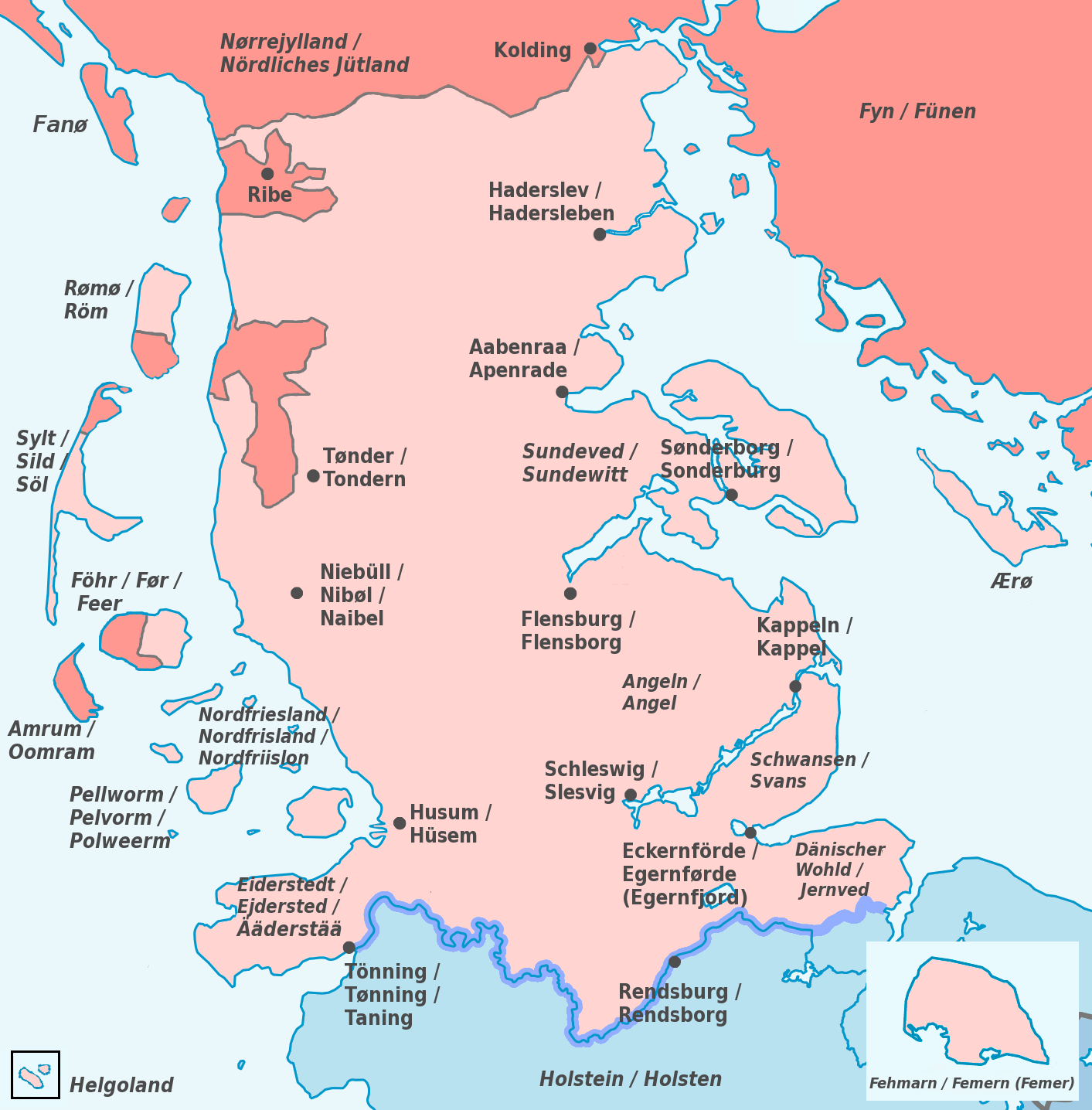
Ducado de Eslésvico

Os rebeldes procuraram o apoio de Miecislau, que o rei Polaco garantiu e prometeu agir militarmente contra Conrado. Conrado volta para a Alemanha a meio de 1027, pondo um fim à rebelião antes de Miecislau poder organizar as suas forças. Em preparação para a sua invasão da Polónia, Conrado desenvolve uma relação próxima com Canuto, Rei de Inglaterra e Dinamarca (cujo reino fica ao longo da fronteira norte do Império). Canuto acompanha Conrado na sua coroação como imperador em 1027, e Conrado garante autoridade sobre a Marca de Eslésvico, o braço de terra entre Dinamarca e Alemanha.
Temendo um ataque germano-dinamarquês conjunto, Miecislau invade a Marca de Lusácia e o território da Federação Luticiana em 1028. Os lúticos eram uma federação de tribos dos Polábios Eslavos do Oeste que se desenvolveu no século X. Localizada na fronteira nordeste da Alemanha, os lúticos eram alvos regulares de agressões alemãs durante os vários anos da dinastia Otoniana com os lugar-tenentes do Imperador Otão I, Hermano Bilungo e Gero, a subjugar várias tribos eslavas no início dos anos de 940. Em 983, como parte da Grande Ascensão Eslava, os lúticos iniciam um rebelião aberta. Na guerra consequente (983-995), os lúticos conseguem reclamar a sua independência e ganham o controlo da Marca de Bilungo e a Marca Norte do Império. Apesar do Imperador Otão III se aliar com o Duque Boleslau I da Polónia para o reintegrar no Império, a sua morte pôs fim à relação de amizade entre Polónia e o Império. Imediatamente, Boleslau compete com o sucessor de Otão III, o Imperador Henrique II, pelo domínio dos lúticos, levando a que Henrique aliasse o Império com os lúticos contra a Polónia. Após a Paz de Bautzen em 1018, as três partes mantêm uma paz inquieta, com a Polónia autorizada a manter o Marca de Meissen do Império. Das marcas do Leste, o Império apenas mantém a Marca da Lusácia. A invasão em 1028, de Miecislau pôs fim à paz. Os lúticos enviam embaixadores à procura da proteção de Conrado contra Miecislau, com Conrado garantindo e renovando a aliança Germano-Luticiana.
Procurando a proteção dos lúticos da invasão dos polacos, Conrado lança uma contra invasão em 1029 e coloca a polaca Bautzen sob cerco. A mãos com uma potencial invasão pela Hungria e a falha dos lúticos em manter a sua promessa te tropas, Conrado recua. Em 1030, a Polónia assegura uma aliança com a Hungria, com Estevão I invadindo a Baviera enquanto Miecislau invade a Saxónia. Conrado responde aliando-se a Jaroslau I, o Sábio, Grão-Príncipe de Quieve, para atacar e capturar a Ruténia Vermelha na fronteira leste da Polónia. Em 1031, Conrado conclui o tratado de paz com a Hungria cedendo território no leste da Caríntia. Livre da ameaça de um ataque húngaro, o imperador conseguiu concentrar a sua atenção no ataque à Polónia. Marchando sob Miecislau no outono de 1031, Conrado sitiou Bautzen na Marca de Meisse. A autoridade de Miecislau foi abalada pelas invasões alemãs e de Kiev e pela rebelião liderada por seu irmão exilado Besprim. Miecislau rendeu-se a Conrado no outono de 1031. Sob o Tratado de Merseburgo, Miecislau devolveu o controle da Marca de Meisse e da Marcha da Lusácia ao Império.

#### Tratado de Merseburgo
Logo após Miecislau concluir a paz com o Império, ele foi deposto por seu meio-irmão Besprim. Quando Miecislau assumiu o trono Polaco em 1025, ele exilou o seu irmão, que fugiu para a proteção da Rússia de Quieve no leste da Polónia. Com a posição de Miecislau enfraquecida pela guerra com o Império, Besprim, apoiado por Conrado, persuade o Grão-Príncipe de Quieve Jaroslau I, o Sábio a invadir a Polónia e instala Besprim como governante do país. A invasão de Quieve foi um sucesso. Miecislau fugiu do Ducado da Boémia onde foi prisioneiro e castrado pelo Duque Oldrique em retribuição pelo pai de Miecislau, Boleslau ter cegado o Duque Boleslau III, irmão de Oldrique, trinta anos antes. Pouco tempo após estar no poder, Besprim envia a coroa real Polaca e insígnias a Conrado, oficialmente renunciando ao título de "rei" em favor do tradicional título " duque" e aceitando o senhorio do Império sobre a Polónia. A coroa Real e as insígnias foram enviadas pela mulher de Miecislau II, a Rainha Riqueza.
O reinado de Besprim foi curto, pois este era extremamente cruel levando a que o meio-irmão Otão Boleslovique liderasse uma conspiração. Os próprios homens de Besprim o assassinaram na primavera de 1032, criando um vazio de poder na Polónia. Conrado respondeu realizando uma assembleia em Merseburgo em 1033 para tratar da situação. A esposa de Conrado, a imperatriz Gisela da Suábia, intercedeu em nome de Miecislau e pediu para que ele fosse libertado da prisão na Boémia e recebesse permissão para reconquistar o trono polonês. Sob os termos do Tratado de Merseburgo, Conrado dividiu a Polónia entre Miecislau, Otão e outro meio-irmão Detrico. Miecislau foi autorizado a manter o título de duque e a autoridade nominal sobre toda a Polónia. Com um forte líder central para guiá-lo, o tratado aumentou significativamente a influência do Império sobre a Polónia.
A divisão foi de curta-duração: em 1033, Otão foi morto por um dos seus homens, e Miecislau II ficou com os seus domínios. Pouco depois, expulsou Detrico, reunindo todo o país nas suas mãos. Embora Miecislau tenha recuperado o seu antigo poder, ele ainda teve que lutar contra a nobreza e seus próprios súbditos. Miecislau não aceitou a renúncia de Besprim à coroa polonesa e continuou a se autodenominar como "Rei" em vez de "Duque". Miecislau II morreu logo depois, em 1034, e após a sua morte, uma reação Pagã irrompeu na Polónia. Posteriormente, a sua esposa Riqueza e seu filho Casimiro I fugiram para a Alemanha.

### Relações com a Europa de Leste

#### Boémia
O Ducado da Boémia foi incorporado no Sacro-Império-Romano-Germânico em 1004 durante as Guerras Germano-Polacas, que se prolongaram de 1002 a 1018. O Imperador Henrique II instalou Jaromir como Duque da Boémia e prometeu proteção contra uma agressão da Polónia em troca da incorporação. Jaromir reinou apenas um pequeno território, contudo, a Polónia ocupava os territórios Checos tradicionais da Morávia, Silésia, Pequena Polónia e Lusácia. Em 1012, Jaromir foi deposto por seu irmão Oldrique, que assumiu o trono da Boémia para si próprio. Após a retomada das hostilidades entre o Império e a Polónia em 1028, Oldrique partiu para a ofensiva contra a Polónia, reconquistando a Morávia em 1029, o que ajudou a estabilizar seu ducado. A guerra terminou em 1031, quando o rei polonês Miecislau II se rendeu a Conrado. Na guerra civil que se seguiu, Miecislau foi forçado a fugir da Polónia para a Boémia, onde Oldrique o prendeu e castrou como vingança pela tortura que o pai de Miecislau, Boleslau I da Polónia, infligiu ao duque Boleslau III, irmão de Oldrique, trinta anos antes.
A Polónia foi incapaz de se estabilizar após o exílio de Miecislau, forçando Conrado a convocar uma assembleia em julho de 1033 para emitir o Tratado de Merseburg que restaurava Miecislau no trono Polaco. Conrado convoca Oldrique para a assembleia, mas este recusa. A sua ausência aumenta a ira do Imperador, que ocupado com assegurar a sua sucessão ao trono Borgonhês, encarrega o seu filho, o Duque Henrique da Baviera de punir o recalcitrante boémio. Com 17 anos, a marcha sob a Boémia é o primeiro comando militar independente de Henrique. A expedição foi um completo sucesso, com Henrique depondo Oldrique e restaurando o seu irmão Jaromir no trono Boémio, com o filho de Oldrique, Bretislau I nomeado como Conde da Morávia. Oldrique foi aprisionado na Baviera mas em 1034 foi perdoado e autorizado a voltar à Boémia.
Oldrique depôs e cegou Jaromir, reclamando o trono Boémio, e exilando seu filho. A razão para o conflito entre pai e filho perdeu-se, mas acredita-se que Bretislau apoiou Jaromir contra seu pai. Oldrique morreu a 9 de novembro de 1034, permitindo a Bretislau voltar do exilio. Apesar de ter sido oferecido o trono a Jaromir, ele declinou em favor do sobrinho. Bretislau instalou-se como novo Duque da Boémia.

#### Hungria
Com a aprovação de Otão III, Estêvão foi coroado como o primeiro rei cristão da Hungria no dia de Natal de 1000. O sucessor de Otão III, o Imperador Henrique II, era cunhado de Estêvão com o casamento de Estêvão com a irmã de Henrique, Gisela, promovendo o relacionamento amigável entre o Império e a Alemanha. Sob Conrado, no entanto, as relações rapidamente se tornaram hostis enquanto Conrado seguia uma política mais agressiva em relação à Europa Oriental. Conrado II expulsou o Doge veneziano Otto Orseolo, marido da irmã de Estêvão Grimelda da Hungria, de Veneza em 1026. Conrado também persuadiu os bávaros a proclamarem o seu próprio filho, Henrique, como duque em 1027, embora o filho de Estêvão, Emérico da Hungria, tivesse uma forte reivindicação ao Ducado da Baviera através de sua mãe.
O Imperador Conrado planeou uma aliança matrimonial com o Império Bizantino e despachou um de seus conselheiros, o bispo Werner de Estrasburgo, para Constantinopla. O bispo aparentemente viajou como um peregrino, mas Estêvão, que havia sido informado de seu propósito real, recusou-se a deixá-lo entrar no seu país no outono de 1027. O biógrafo de Conrado, Wipo da Borgonha, registrou que os Bávaros incitaram escaramuças ao longo da fronteira comum Hunagaro-Imperial em 1029, causando uma rápida deterioração nas relações entre os dois países. Em 1030, o conflito aberto eclodiu. Conrado lançou uma invasão à Hungria, mas teve que recuar quando os húngaros usaram com sucesso as táticas de terra arrasada. Conrado deixou os assuntos da Hungria para seu filho Henrique, para que pudesse resolver seus problemas com seu enteado Ernesto II, o duque deposto da Suábia. Henrique resolveu o conflito em 1031, concedendo terras entre o rio Leita e o rio Fischa, no leste da Baviera, à Hungria. A Hungria e o Império permaneceram em paz de 1031 até o reinado de Henrique como imperador em 1040.

### Anexação da Borgonha
O rei Rodolfo III da Borgonha, governante do Reino de Arles, não tinha filhos, então o Imperador Henrique II foi capaz de forçar o governante da Borgonha a nomear Henrique como sucessor de Rodolfo em 1016. Henrique II era sobrinho de Rodolfo e seu parente masculino vivo mais próximo, pois Henrique II era filho da irmã de Rodolfo, Gisela da Borgonha. Quando o imperador Henrique II morreu em 1024, Rodolfo ainda estava vivo, gerando uma nova controvérsia na sucessão da Borgonha. Conrado II, como sucessor de Henrique II, afirmou que herdou os direitos de Henrique II, mas Rodolfo contestou a sua reivindicação. O conde Eudo II de Blois, que tinha laços familiares com Rudolfo, também reivindicou o direito na sucessão. Conrado II encontrou-se com Rodolfo em agosto de 1027 perto de Basileia para resolver a disputa. A esposa viúva de Henrique II, a imperatriz Cunigunda de Luxemburgo, mediava as duas partes. Um acordo foi alcançado permitindo a Conrado II suceder ao trono da Borgonha após a morte de Rodolfo nas mesmas condições de Henrique II. Em troca, Rudolfo foi autorizado a manter o governo independente sobre seu reino
Rudolfo morreu a 6 de setembro de 1032, enquanto Conrado fazia campanha contra o duque Miecislau II da Polónia. Tendo forçado Miecislau II a se render, Conrado marchou com o seu exército para a Borgonha no inverno de 1032/1033. O conde Eudo II de Blois, antigo rival de Conrado pelo trono da Borgonha, já havia invadido o reino para garantir seu governo, controlando grandes porções dos territórios ocidentais do reino. A 2 de fevereiro de 1033, Conrado chegou a Vaud, onde realizou uma assembleia na abadia de Payerne e foi coroado Rei da Borgonha. Inicialmente, Conrado fez poucos avanços contra Eudo e teve que se retirar para Zurique em março. Depois de duas campanhas militares em grande escala no verão de 1033 e no verão de 1034, Conrado derrotou Eudo. No 1º de agosto de 1034, Conrado incorporou oficialmente a Borgonha ao Sacro Império Romano Germânico numa cerimónia realizada na Catedral de Genebra.
Embora a Borgonha estivesse definitivamente sob controlo imperial, o reino tinha uma autonomia significativa. Conrado raramente interveio nos seus assuntos após a sua coroação, retornando apenas em 1038 para nomear seu filho Henrique como novo governante do reino. A principal importância da anexação da Borgonha era aumentar a influência e dignidade do próprio imperador. O controlo da Borgonha beneficiou o Império. Com a Borgonha protegida, o Império controlou as passagens alpinas ocidentais na Itália, permitindo que o Império assegurasse seu domínio sobre a Itália bloqueando invasões estrangeiras.

## Política
Conrado confirmou formalmente as tradições legais populares da Saxónia e emitiu novas constituições para a Lombardia. Em 1028, em Aachen, ele elegeu e ungiu seu filho Henrique como rei da Alemanha. Henrique casou-se com Gunilda da Dinamarca, filha do Rei Canuto, o Grande da Inglaterra, Dinamarca e Noruega com Ema da Normandia. Este foi um arranjo que Conrado fez muitos anos antes, quando deu a Canuto partes do norte da Alemanha para administrar. Henrique, que mais tarde se tornaria o imperador Henrique III, tornou-se o principal conselheiro de seu pai. Conrado fez campanha sem sucesso contra a Polónia em 1028–1030. Em 1031, Conrado e a Rússia de Kiev forçaram o rei Miecislau II, filho e herdeiro de Boleslau I, a fazer a paz e devolver a terra que Boleslau havia tomado do Império durante o reinado de Henrique II. Miecislau II foi compelido a desistir de seu título real e, pelo restante de seu conturbado governo, tornou-se duque da Polónia e vassalo de Conrado.
Em 1029 alguns conflitos Bávaros fronteiriços minam as boas relações com Estevão I da Hungria. Um ano mais tarde, Conrado lançou uma campanha contra a Hungria. Os Húngaros usam sucessivamente táticas de terra queimada, e Conrado tem de retirar o seu exército. Finalmente, o exército húngaro força-o a render-se em Viena. Após esta derrota, Conrado é obrigado a ceder algum território fronteiriço à Hungria.
Quando Rodolfo III, Rei da Borgonha morre a 2 de fevereiro de 1032, Conrado reclama o governo do reino com base na herança de Henrique II exortada de Rodolfo em 1006, após Henrique invadir a Borgonha para forçar esse clamor. Apesar de alguma oposição, os nobres da Borgonha e da Provença prestaram homenagem a Conrado em Zurique em 1034. Este Reino da Borgonha, mais tarde conhecido como Reino de Arles sob os sucessores de Conrado, correspondia à maior parte do quadrante sudeste da França moderna e incluía a Suíça ocidental, o Franco-Condado e o Delfinado. Não incluía o pequeno ducado da Borgonha, a norte, governado por um ramo cadete do Rei Capetiano da França.
Conrado defendeu os direitos dos valvassores (cavaleiros e burgueses das cidades) de Itália contra o arcebispo Ariberto de Milão e os nobres locais. Os nobres, como senhores vassalos, e o bispo conspiraram para rescindir os direitos dos burgueses. Conrado restaurou a ordem com diplomacia habilidosa e sorte.

## Velhice

### Segunda expedição italiana
Em 1038, o príncipe Guaimario IV de Salerno solicitou que Conrado julgasse uma disputa sobre Cápua com seu príncipe Pandulfo, a quem Conrado havia libertado da prisão em 1024, imediatamente após sua coroação. Ouvindo que Miguel IV, o Paflagónio do Império Bizantino, havia recebido o mesmo pedido, Conrado foi para o sul de Itália, para Salerno e Aversa. Ele nomeou Richer, da Alemanha, como abade de Monte Cassino, o abade Teobaldo sendo preso por Pandulf. Em Troia, ele ordenou a Pandulfo que restaurasse a propriedade roubada a Monte Cassino. Pandulfo enviou a sua esposa e filho para pedir paz, dando 300 libras de ouro e um filho e uma filha como reféns. O imperador aceitou a oferta de Pandulfo, mas o refém escapou e Pandulfo escondeu-se no seu castelo distante de Sant'Agata de 'Goti. Conrado sitiou e tomou Cápua e deu-a a Guaimario com o título de Príncipe. Ele também reconheceu Aversa como um condado de Salerno sob o domínio de Rainulfo Drengoto, o aventureiro normando. Pandulfo, entretanto, fugiu para Constantinopla. Conrado, portanto, deixou o Mezzogiorno firmemente nas mãos de Guaimario e leal, pela primeira vez, ao Sacro Império Romano-Germânico.

### Morte
Durante a viagem de regresso à Alemanha, uma epidemia eclodiu entre as tropas. A nora e o enteado de Conrado morreram. O próprio Conrado voltou em segurança e ocupou várias cortess importantes em Soleura, Estrasburgo e Goslar. O seu filho Henrique foi investido com o reino da Borgonha. Um ano depois, em 1039, Conrado adoeceu e morreu de gota em Utreque. Seu coração e suas entranhas estão enterrados na Catedral de Saint-Martin, Utreque. Seu corpo foi transferido para Speyer via Colónia, Mainz e Worms, onde o cortejo fúnebre fez paradas. Seu corpo está enterrado na Catedral de Speyer, que ainda estava em construção nesta época. Durante uma grande escavação em 1900, seu sarcófago foi transferido de seu local de descanso original em frente ao altar para a cripta, onde ainda é visível hoje junto com os de sete de seus sucessores.

## Descendência
Casou em 1016 com Gisela da Suábia, filha de Hermano II da Suábia, de quem teve:
1. Henrique III do Sacro Império Romano-Germânico (29 de outubro de 1017 – 5 de outubro de 1056), casado por duas vezes, a primeira com com Gunilda da Dinamarca e a segunda com Inês de Poitou;
2. Beatriz (1020-1036);[1]
3. Matilde da Francónia (c. 1027–1034).[1]